# Langsprietberkenhaantje
Het langsprietberkenhaantje (Luperus longicornis) is een keversoort uit de familie bladkevers (Chrysomelidae). De wetenschappelijke naam van de soort werd in 1781 gepubliceerd door Johann Christian Fabricius.